# Filariosi
La filariosi és una helmintosi causada per filàries filiformes de nematodes (cucs rodons) de la superfamília Filarioidea. És una malaltia zoonòtica que afecta a uns 120 milions de persones a 72 països, especialment els de clima tropical i subtropical d'Àsia, Àfrica, Amèrica del Sud, el Pacífic occidental i el Carib.
Hi ha 9 filàries que utilitzen els éssers humans com el seu hoste definitiu. Es divideixen en tres grups segons el lloc en el cos que ocupen:
- La filariosi limfàtica és causada pels cucs Wuchereria bancrofti,[9] Brugia malayi,[10] i Brugia timori.[11] Aquests cucs ocupen el sistema limfàtic,[12] incloent els ganglis limfàtics,[13] i en casos crònics causen hidrocele,[14] limfedema[15] i elefantiasi.[16] De vegades, la filariosi limfàtica es presenta com una massa testicular solitària,[17] com una limfangièctasi escrotal amb elefantiasi del penis,[18] com una limfadenopatia aïllada cervical de consistència dura,[19] com un dolor abdominal agut,[20] com un edema inguinal asimptomàtic,[21] com un quist retroperitoneal,[22] com un abscés com una lesió quística en la paret vaginal,[23] com nòduls indurats al pit clínicament semblants a una mastitis crònica unilateral,[24] com un embassament pleural hemorràgic massiu recurrent amb tamponament cardíac concomitant,[25] com una orquitis granulomatosa[26] o com una pancitopènia infantil greu.[27] L'OMS inclou aquesta parasitosi a la llista de malalties tropicals desateses[28] i des de l'any 2000 té en marxa un programa específic per aconseguir la seva eliminació a nivell mundial.[29] Origina amb freqüència discapacitats de gravetat variable en els habitants dels països on és endèmica.[30] El maneig higiènic del limfedema crònic permet reduir significativament la morbiditat i les seqüeles causades per la malaltia en regions altament endèmiques.[31] La filariosi limfàtica és una de les causes infreqüents de quilúria (presència de quil a l'orina) en nens.[32] Hi ha zones, sobretot a l'Àfrica,[33] en les quals la coexistència de filariosi limfàtica i malària simptomàtica té una alta incidència.[34] El tractament farmacològic d'aquesta forma de filariosi consisteix en l'administració d'albendazole[35] o d'ivermectina com a monoteràpia[36] i de combinacions d'ivermectina i albendazole, de dietilcarbamazina i albendazole o d'ivermectina, dietilcarbamazina i albendazole.[37] La dietilcarbamazina, a dosis de 6 mg/kg/dia durant dues o tres setmanes, és eficaç contra les microfilaries i les macrofilaries.[38] Ara per ara, no hi ha una vacuna profilàctica efectiva contra la filariosi limfàtica humana.[39] Les proves experimentals d'una vacuna quimèrica multiepitòpica han aconseguit una forta resposta immunitària humoral i cel·lular contra W. bancrofti.[40]
- La filariosi subcutània és causada per Loa loa (cuc de l'ull d'Àfrica), transmès per la mosca Chrysops.[41] També es coneix com a loaiasi o edema de Calabar.[42] Inicialment, la filària Loa loa s'estableix en la capa de greix subcutània, on prolifera abans de migrar a altres llocs. Una vegada ha arribat al torrent sanguini de l'hoste després d'un llarg període d'incubació,[43] s'ubica a la conjuntiva de l'ull[44] i provoca molèsties intermitents de tipus dolorós.[45] També pot afectar la cavitat vítria.[46] Rares vegades, la loaiasi cursa amb manifestacions atípiques, com ara neuropatia perifèrica i lesions esplèniques,[47] embassament pleural, hematúria macroscòpica,[48] artràlgies, infiltrats eosinofílics pulmonars, síndrome nefròtica,[49] fibrosi endocardíaca o ascites.[50] S'han descrit casos d'encefalitis induïda pel tractament amb albendazole en pacients amb loaiasi.[51]
- La filariosi de cavitat serosa és causada pels cucs Mansonella perstans,[52] Mansonella streptocerca,[53] i Mansonella ozzardi,[54] els quals ocupen les cavitats seroses de l'abdomen.[55] Els ceratopogònids transmeten les tres espècies de cucs i els simúlids només a M. ozzardi en algunes zones d'Amèrica Llatina.[56] A Espanya, els casos importats de mansonel·losi per Mansonella perstans no són rars entre els migrants d'origen subsaharià.[57] Pot haver-hi una infecció mixta per filàries de dues espècies diferents en individus provinents de països on la malaltia és endèmica.[58]

Els abscessos a extremitats, cervicals, mamaris masculins, submandibulars o perirenals rarament són la primera manifestació d'una filariosi. La eosinofília pulmonar tropical és una seriosa complicació respiratòria d'algunes filariasis, ocasionada per una reacció d'hipersensibilitat tipus I davant la presència de microfilàries en el parènquima del pulmó.
En tots els casos, els vectors són insectes hematòfags (mosques o mosquits) i copèpodes en el cas de Dracunculus medinensis. Culex quinquefasciatus és el principal vector de la filariosi limfàtica en les àrees urbanes i semiurbanes de d'Àsia, Àfrica i el continent americà. Les mosques negres del gènere Simulium transmeten la filària Onchocerca volvulus causant, juntament amb el seu endosimbiont bacterià Wolbachia pipientis de l'oncocercosi, una malaltia que provoca un gran nombre de casos de ceguesa a l'Àfrica subsahariana. L'epilèpsia associada a l'oncocercosi i la sindrome de Nakalanga són bastant freqüents en zones endèmiques. Ochlerotatus niveus és el vector de la filariosi limfàtica subperiòdica diürna, una variant singular de la filariosi limfàtica amb alta prevalença únicament al districte de Nicobar de les illes Andaman i Nicobar. Onchocerca fasciata causa filariosis en dromedaris i camells bactrians, mentre que Dipetalonema evansi és l'origen de balanopostitis i de diversos trastorns testiculars en els camells mascles de l'Alt Egipte. La dirofilariosi per Dirofilaria immitis és la malaltia parasitària visceral més prevalent en els gossos i gats domèstics, raboses, coiots, xacals i gats ferals d'arreu del món. Culex theileri (Culicidae) és el vector natural de D. immitis a Madeira, Culex pipiens i Aedes aegypti a Argentina, Aedes poicilius a les Filipines i Culex pipiens haplotip H1 a determinades zones endèmiques de l'Espanya occidental. En el decurs dels darrers anys, aquest cuc ha desenvolupat una creixent resistència als antihelmíntics. La dirofilariosi subcutània causada per Dirofilaria repens és menys coneguda i més difícil de diagosticar que la que origina D. immitis i la seva prevalença ha augmentat darrerament a diversos països europeus. Les dirofilariosis humanes pulmonars, oculars, orals, escrotals infantils, testiculars, subcutànies, intramusculars de la glàndula lacrimal o de la cavitat pleural són molt inusuals avui dia.
Una persona infestada per filàries pot ser descrita com "microfilarèmica" o "amicrofilarèmica," depenent de si es poden o no trobar a la sang perifèrica microfilàries. La filariosi és diagnosticada en casos amb microfilarèmia usant diversos mètodes, principalment a través de l'observació directa de microfilàries en la sang perifèrica o emprant biomarcadors antigènics. La filariosi oculta (amicrofilarèmica) es diagnostica basada en observacions clíniques i, en alguns casos, mitjançant la recerca d'un antigen determinat a la sang circulant. Microscòpicament, les microfilàries acostumen a tenir entre 250-300 micròmetres de longitud i uns 3-7 de diàmetre, una beina incolora a la tinció de Giemsa i diversos nuclis somàtics que varien de localització segons l'espècie. En certs casos de loaiasi, la morfologia poc definida de les microfilàries fa que sigui necessari efectuar la prova de la reacció en cadena de la polimerasa per obtenir un diagnòstic de certesa. Durant els darrers anys s'ha registrat als països del Primer Món un considerable augment de la població immigrant i de viatgers provinents d'àrees amb filariosi endèmica. Aquesta situació epidemiològica ha impulsat el desenvolupament de tècniques específiques de diagnòstic molecular alternatives als procediments parasitològis clássics, per tal de facilitar la diagnosi diferencial entre els diferents helmints implicats en les filariosis importades. La identificació incidental de microfilàries en un nòdul tiroidal al practicar una punció aspirativa amb agulla fina és un fet poc comú. S'ha publicat algun cas d'infecció per microfilàries en una úlcera purulenta elefantiàsica i en una metàstasi ganglionar d'un carcinoma de mama invasiu.